# 2nd Wisconsin Infantry
Le 2nd Regiment Wisconsin Volunteer Infantry est un régiment d'infanterie qui a servi dans l'armée de l'Union pendant la guerre de Sécession. Il passe la plupart de la guerre en tant qu'unité de la célèbre Iron Brigade de l'armée du Potomac.

## Service

### 1861
Le gouverneur du Wisconsin, Alexander W. Randall (R), lance un appel aux armes dans tout l'état du Wisconsin, à la suite de la proclamation du président Abraham Lincoln le 15 avril 1861 qui demande des troupes pour mater la rébellion. Suffisamment d'hommes du Wisconsin s'enrôlent pour permettre la formation de deux régiments, un plus que le quota d'un seul régiment de la directive de Lincoln. Le 2nd Wisconsin est principalement levé à partir d'hommes de Madison, Racine, Milwaukee, Oshkosh, et La Crosse. Il est réuni à Madison et entre dans le service fédéral le 11 juin 1861, en tant que régiment de trois ans (réorganisé à partir du régiment initial de trois mois). Le gouverneur Randall nomme S. Park Coon, âgé de 41 ans et originaire de New York et procureur général du Wisconsin avant guerre, comme premier colonel de nouveau régiment. Le lieutenant colonel Henry W. Peck, est un Ohioan qui est diplômé de West Point en 1851 et apporte une expérience militaire professionnelle et l'entraînement, par rapport à la nomination politique de Coon.
Le régiment est transporté à Washington, DC, et participe pour son premier combat à la première bataille de Bull Run en juillet 1861 dans une brigade sous les ordres de William T. Sherman. Lors des combats, Sherman va engager ses quatre régiment mais pas simultanément. Il commence par envoyer le 2nd Wisconsin Infantry pour prendre une colline. Mais, leur uniforme gris leur attire des tirs fratricides et il recule. Le 79th New York Infantry est alors lancé à l'assaut sans plus de succès(p144). 
Coon, jamais à l'aise dans son rôle de militaire, démissionne le 30 juillet à revenir à la politique. Peck et le commandant démissionnent également, tous deux considérés comme des victimes de la mauvaise performance du régiment à Bull Run. Trois nouveaux officiers supérieurs les remplacent - le colonel Edgar O'Connor, le lieutenant colonel Fairchild, et le commandant Thomas S. Allen. La nomination de O'Connor, marié à femme du Sud et fervent démocrate, rencontre de vives critiques dans les médias du Wisconsin, en particulier dans les journaux républicains. Cependant, il se révélera être un leader courageux et compétent, et est tué au combat en Virginie à la fin de l'été 1862. Le lieutenant colonel Fairchild est promu colonel le 8 septembre 1862, pour devenir le troisième commandant du 2nd Wisconsin Volunteers.

### 1862
Le régiment subit de lourdes pertes au cours de la campagne de Virginie du Nord, combattant contre les confédérés de Stonewall Jackson lors de la bataille de Groveton, et participe à plus d'action lors de la seconde bataille de Bull Run. Au cours de la campagne du Maryland, le 2nd Wisconsin attaque à Turner's Gap pendant la bataille de South Mountain, puis de nouveau subit des pertes élevées dans le champ de maïs à Antietam.

### 1863
Le régiment prend part à la bataille de Chancellorsville (30 avril-6 mai 1863) au sein de la quatrième brigade de la première division du Ier corps de l'armée du Potomac(p454),.
Sans doute l'heure de gloire du régiment survient à Gettysburg, où il perd 77 % de ses effectifs (233 victimes de 302 présents) dans un combat acharné sur McPherson's Ridge pendant la longue action de la brigade de fer le 1er juillet 1863. Le colonel Fairchild perd un bras en raison d'une blessure grave, et la plupart des officiers tombent eux-aussi. Le régiment se réforme sur Culp's Hill et se retranche pour le reste de la bataille. Il sert plus tard lors des campagnes de Bristoe et Mine Run.

### 1864
Bien que le 2nd Wisconsin soit en mesure de reconstituer certaines de ses pertes, il ne retrouve jamais plus la même force de combat. Le régiment quitte le service le 2 juillet 1864. Les nouvelles recrues et les recrues le plus tardives sont consolidées dans un bataillon qui est fusionné avec le 6th Wisconsin Volunteers Infantry Regiment le 30 novembre 1864.

## Total des enrôlements et des pertes
Le 2nd Wisconsin Infantry lève initialement 1 051 hommes et, plus tard, recrute 152 hommes supplémentaires, pour un total de 1 203 hommes. Le régiment perd 10 officiers et 228 soldats tués au combat ou qui décèdent plus tard de leurs blessures, plus 77 autres soldats qui meurent de maladie, pour un total de 315 décès.

## Colonels
- Colonel S. Park Coon - 24 avril 1861 - 30 juillet 1861 - démission.
- Colonel Edgar O'Connor - 3 août 1861 - 28 août 1862 - mort au combat à Gainesville, en Virginie, au cours de la seconde bataille de Bull Run.
- Colonel Lucius Fairchild - 8 septembre 1862 - 20 octobre 1863 - promu brigadier général par le président Lincoln.
- Colonel John Mansfield - 9 février 1864 - 14 août 1864 - quitte le service avec le régiment[10]